# Lufkin
Lufkin är en stad i den amerikanska delstaten Texas med en yta av 69,5 km² och en folkmängd som uppgår till 36 830 invånare (2008). Lufkin är administrativ huvudort i Angelina County.

## Kända personer från Lufkin
- Allan Shivers, politiker, guvernör i Texas 1949-1957